# Aidan Dodson
Aidan Mark Dodson (* 11. září 1962, Londýn) je anglický egyptolog a historik.

## Kariéra
Aidan Dodson se narodil 11. září 1962 v Londýně. Mezi lety 1975 a 1981 studoval na gymnáziu v Langley a od roku 1981 do roku 1982 studoval na Collingwood College v Durhamu. V roce 1985 získal na univerzitě v Liverpoolu titul BA, roku 1986 titul MPhil v oboru archeologie a v roce 1995 na Christ's College v Cambridge titul PhD v oboru egyptologie. Od roku 1996 učil na univerzitě v Bristolu. V roce 2003 se stal členem společnosti starožitníků Londýna. Roku 2013 získal titul profesor egyptologie na Americké univerzitě v Káhiře. Od 1. srpna 2018 je čestným profesorem egyptologie na univerzitě v Bristolu. Zabývá se především starověkým Egyptem se zvláštním zaměřením na dynastickou historii a chronologii, dále se věnuje architektuře hrobek, sarkofágům, rakvím, kanopám a historii egyptologie. Je autorem více než dvaceti knih a 300 článků a recenzí.